# Козинское сельское поселение (Смоленская область)
Козинское сельское поселение — муниципальное образование в составе Смоленского района Смоленской области России. Административный центр — деревня Богородицкое.
Образовано 2 декабря 2004 года.
Главой поселения и Главой администрации является Макаренков Николай Дмитриевич.

## Географические данные
- Общая площадь: 74,21 км²
- Расположение: восточная часть Смоленского района
- Граничит:
  - на северо-востоке — с  Кардымовским районом
  - на востоке и юге — с Пригорским сельским поселением
  - на западе — с городом Смоленск
  - на севере — с Корохоткинским сельским поселением.
- По территории поселения проходит автомобильная дорога  А141 Орёл — Витебск.
- По территории поселения проходят железные дороги: Москва - Минск (станций нет),  Смоленск – Сухиничи (станций нет), Смоленск – Рославль  (станции Соколья Гора, Валутино,  о.п. 368-й км).
- Крупная река: Днепр.

## Население
| 2011  | 2012  | 2013  | 2014    | 2015  | 2016  | 2017  |
| ----- | ----- | ----- | ------- | ----- | ----- | ----- |
| 3018  | ↗3304 | ↗3609 | ↗4066   | ↗4664 | ↗5301 | ↗6122 |
| 2018  | 2019  | 2020  | 2021    |       |       |       |
| ↗7003 | ↗8006 | ↗9002 | ↗10 784 |       |       |       |

Общая численность населения — ↗10 784 человек.

## Населённые пункты
В сельское поселение входят 22 населённых пункта:
| №  | Населённый пункт         | Тип     | Население (чел.) |
| -- | ------------------------ | ------- | ---------------- |
| 1  | Алтуховка                | деревня | 124              |
| 2  | Богородицкое             | деревня | 1513             |
| 3  | Высокое                  | деревня | 129              |
| 4  | Горяны                   | деревня | 60               |
| 5  | Киселёвка                | деревня | 289              |
| 6  | Козино                   | деревня | 87               |
| 7  | Латошино                 | деревня | 15               |
| 8  | Митино                   | деревня | 72               |
| 9  | Мокрятчино               | деревня | 26               |
| 10 | Мосолова Гора            | деревня | 4                |
| 11 | Новое Синявино           | деревня | 11               |
| 12 | Новосельцы               | деревня | ↗3555            |
| 13 | Онохово                  | деревня | 7                |
| 14 | Рогачево                 | деревня | 147              |
| 15 | Селифоново               | деревня | 46               |
| 16 | Соколья Гора             | станция | 23               |
| 17 | Старое Синявино          | деревня | 15               |
| 18 | Столыбино                | деревня | 37               |
| 19 | Тепличный Комбинат № 1   | деревня |                  |
| 20 | Туринщина                | деревня | 100              |
| 21 | Туркомплекс Соколья Гора | деревня |                  |
| 22 | Ясная Поляна             | деревня | 134              |

### Упразднённые населённые пункты
- Маркатушино (2001)[14]